# Apataki
Apataki è un atollo corallino dell'oceano Pacifico meridionale, territorialmente parte della Polinesia francese.

## Geografia
Appartiene al gruppo delle isole Palliser, un sottogruppo dell'arcipelago delle isole Tuamotu. Apataki si trova circa 370 chilometri a nord-est dell'isola di Tahiti, 17 km a est di Arutua e 25 km a nord-ovest di Toau. L'atollo ha un perimetro di circa 106 km di lunghezza, esteso su una superficie di oltre 745 km². La sua vasta laguna ha due accessi navigabili.
L'atollo di Apataki possedeva 430 abitanti nel 2000. Il villaggio principale è Niutahi.

## Storia
Il primo contatto europeo avvenne con il navigatore olandese Jacob Roggeveen nel 1722. L'atollo venne visitato da James Cook nel 1774.
Nel 1977 venne inaugurato un campo d'aviazione.